# HD 185330
HD 185330，又名BD+38 3677，SAO 68585、HR 7467，是一颗恒星，视星等为6.5，位于銀經71.97，銀緯8.37，其B1900.0坐标为赤經19h 33m 25.7s，赤緯+38° 8.37′ 33″。